# 青島利幸
青島 利幸（あおしま としゆき、1961年2月13日 - 2017年11月2日）は、日本の放送作家、作詞家。東京都中央区出身。父は青島幸男、姉は作家の青島美幸。

## 来歴・人物
1984年、日本大学文理学部卒業後レナウン（旧社）に入社するが、10ヶ月で退職。放送作家になることを目指してテレビ番組のアシスタントディレクター（AD）を務め、これがきっかけでバラエティ番組の構成作家として活動するようになった。
2012年、肺癌と診断されたものの仕事も続けていたが、2017年11月2日、肺癌により死去。56歳没。墓所は荒川区浄光寺。

## 主な担当番組

### 過去
レギュラー番組
- EXPOスクランブル（TBS）
- レッツ・ラ・ゴー!（TBS）
- ギルガメッシュないと（テレビ東京）
- BiKiNi（テレビ東京）
- おサイフいっぱいクイズ! QQQのQ（TBS）
- アルテミッシュNIGHT（テレビ東京）
- そんなに私が悪いのか!?（テレビ朝日）
- 解決!クスリになるテレビ（テレビ東京）
- いい旅・夢気分（テレビ東京）
- 王様のブランチ（TBS）
- クッキンアイドル アイ!マイ!まいん!（NHK Eテレ）
- 木曜8時のコンサート〜名曲!にっぽんの歌〜（テレビ東京）
- 厳選!いい宿ナビ（テレビ東京）
- にっぽん!いい旅（テレビ東京）

単発・スペシャル番組
- にっぽんの歌（テレビ東京）
- プレミア音楽祭（テレビ東京）

## 主な脚本作品
- 月曜ドラマランド 意地悪ばあさんスペシャル（フジテレビ）
- 月曜ドラマランド 小公女セーコ（フジテレビ）
- サザエさん（フジテレビ）
- キテレツ大百科（フジテレビ）

## 作詞提供した曲
- 北島三郎 『にっぽんの歌』
- おかあさんといっしょ 『新幹線でゴー！ゴ・ゴー！』・『ハートがいっぱい』・『モシモシだいすき!』

## 漫画原作
- 北川みゆき（作画）『原宿ポップビート』